# Гистидин
Гистиди́н (L-α-амино-β-имидазолилпропионовая кислота) — гетероциклическая альфа-аминокислота, одна из 20 протеиногенных аминокислот. Является одной из двух условно-незаменимых аминокислот (наряду с аргинином).  Первоначально считалось, что незаменимой является только для детей.
Гистидин растворим в воде, ограниченно растворим в этаноле, не растворим в эфире.

## Химические свойства
Гистидин — ароматическая альфа-аминокислота со слабыми основными свойствами, обусловленными присутствием в молекуле остатка имидазола. Образует окрашенные продукты в биуретовой реакции и с диазотированной сульфаниловой кислотой (реакция Паули), что используется для количественного определения гистидина. Вместе с лизином и аргинином гистидин образует группу осно́вных аминокислот. Образует бесцветные кристаллы.

## Содержание в продуктах
Гистидином богаты такие продукты как соевые бобы, тунец, лосось, свиная вырезка, говяжье филе, куриные грудки, арахис, чечевица. Кроме того, гистидин включается в состав многих витаминных комплексов и некоторых иных медикаментов.

## Роль в организме
Остаток гистидина входит в состав активных центров множества ферментов. Гистидин является предшественником в биосинтезе гистамина.
Одна из незаменимых аминокислот, способствует росту и восстановлению тканей. В большом количестве содержится в гемоглобине; используется при лечении ревматоидных артритов, язв и анемии. Недостаток гистидина может вызвать ослабление слуха.

## Обмен гистидина
Дезаминирование гистидина происходит в печени и коже под действием фермента гистидазы с образованием уроканиновой кислоты, которая затем в печени превращается в имидазолонпропионовую кислоту под действием уроканиназы. Дальнейшее превращение в ходе серии реакций имидазолонпропионовой кислоты приводит к образованию аммиака, глутамата и одноуглеродного фрагмента, соединённого с тетрагидофолиевой кислотой.
Реакция декарбоксилирования гистидина имеет большое физиологическое значение, так как является источником образования биологически активного вещества — гистамина, который играет важную роль в процессе воспаления и развития некоторых аллергических реакций.
Декарбоксилирование происходит большей частью в тучных клетках соединительной ткани практически всех органов. Эта реакция протекает при участии фермента гистидиндекарбоксилазы.
Известно связанное с дефектом гистидиназы наследственное заболевание гистидинемия, при котором характерно повышенное содержание гистидина в тканях и задержка умственного и физического развития.

### Биосинтез
Биосинтез гистидина не осуществляется de novo в людях и других животных, поэтому аминокислота должна употребляться в чистом виде или в составе других белков.